# 金沢市役所

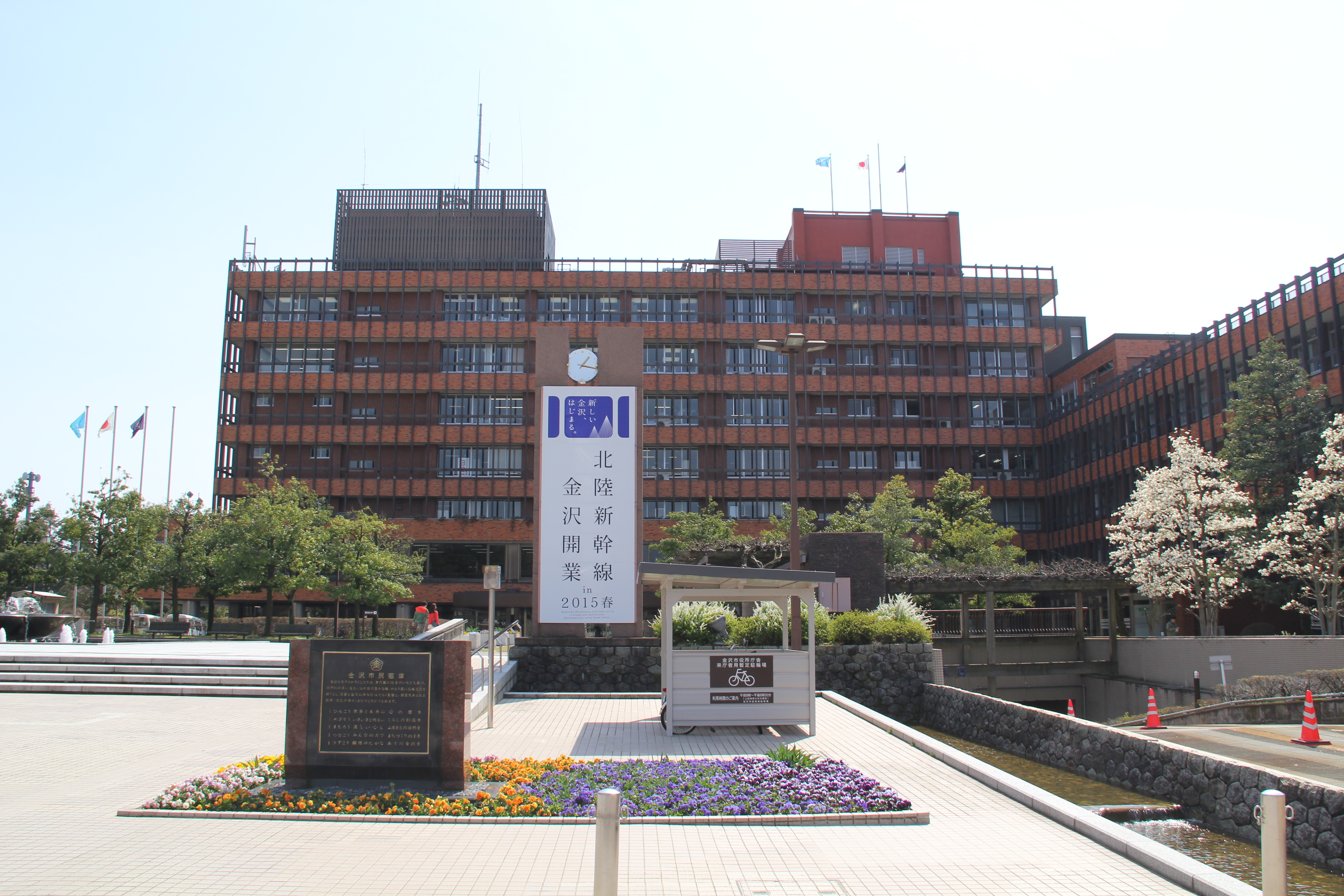
金沢市役所（第一本庁舎）

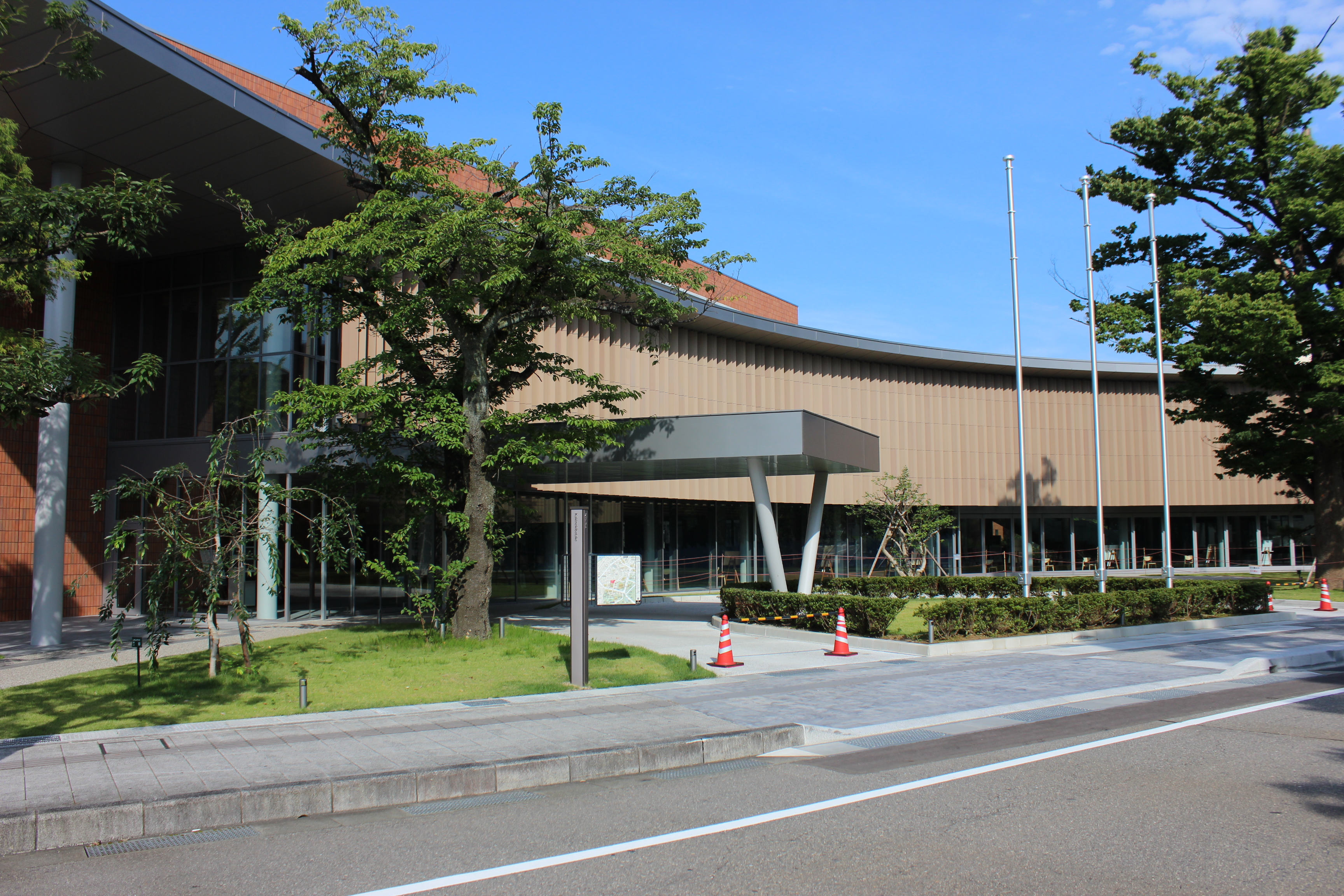
第二本庁舎

金沢市役所（かなざわしやくしょ）は、日本の地方公共団体である金沢市の組織が入る施設（役所）である。

## 所在地
第一本庁舎
- 石川県金沢市広坂一丁目1番1号

第二本庁舎
- 石川県金沢市柿木畠1番1号

## 施設概要
第一本庁舎
- 構造：鉄骨鉄筋コンクリート造（SRC）
- 延床面積：42,723m2
- 階数：地上7階、地下2階
- 竣工：1981年（昭和56年）3月

第二本庁舎
- 構造：鉄筋コンクリート造（一部鉄骨造）
- 敷地面積：7,756m2
- 延床面積：12,179m2
- 階数：地上3階、地下1階
- 竣工：2020年（令和2年） - 同年5月7日に業務を開始した[2][3]。

## 市庁舎
建物は本館・新館・窓口センターの3フロアに分けられる。なお、2020年に柿木畠に第二本庁舎が竣工したことに伴い、従前の市役所は第一本庁舎に名称が変更された。

### 第一本庁舎
| 階  | 概 要 |
| --- | --- |
| 7F  | 委員会室、全員協議会室、議員控室(日本共産党金沢市議会議員団、創生かなざわ)、議会傍聴席 |
| 6F  | 市議会議場、議会事務局、議会図書室、正副議長室、議員控室（自由民主党金沢市議会議員団、会派みらい） |
| 5F  | 情報政策課（ICT推進室）、職員組合、文書法制専門員室、まちなかビジネス振興室 |
| 4F  | 市長室、副市長室、秘書課、国際交流課、広報広聴課、文化政策課、企画調整課、財政課、都市政策局長室、総務局長室、監査委員室、監査事務局、代表監査委員室、監査事務局長室、人事課、営繕課、森林再生課、農業委員会事務局、農業基盤整備課、農業振興課、外部監査人室、農林局長室、市政情報コーナー、405会議室、404会議室、会議室（兼六）                                                                                |
| 3F  | 監理課、電子入札室、選挙管理委員会、市営住宅課、総務課、行政経営課、文書法制課、危機管理課、危機管理監室、道路管理課、道路建設課、内水整備課、緑と花の課、景観政策課、歴史建造物整備課、歴史都市推進室、文化財保護課、住宅政策課、建築指導課、交通政策課、歩ける環境推進課、市街地再生課、都市計画課、設計技術室、都市整備局長室、301会議室（防災対策室）                                                       |
| 2F  | 観光交流課、プロモーション推進課、企業立地課、クラフト政策推進課、商業振興課、ものづくり産業支援課、経済局長室、労働政策課、福祉総務課、福祉局長室、こども政策推進課、健康政策課、保健局長室、女性相談支援室、市民相談室、人権女性政策推進課、市民協働推進課、市民局長室、資産税課、バイク受付・税証明の窓口、市民税課、税務課、固定資産評価審査委員会、会議室（紅梅）、202会議室、市民ホール、記者室、喫茶友愛 |
| 1F  | 市民課、医療保険課、企業局、福祉と健康の総合窓口、介護保険課、長寿福祉課、障害福祉課、生活支援課、福祉・就労支援コーナーかなざわ、会計課、会計管理者室、庁舎案内所、警備員室（時間外窓口）、北國銀行金沢市役所支店 |
| B1F | 駐車場（来庁者・公用車）、食堂、売店、理容室 |
| B2F | 駐車場（来庁者・公用車） |

### 第二本庁舎
入居する主な部局など
- 教育委員会
- 環境局
- 農業委員会事務局
- 監査事務局
- 金沢芸術創造財団（外郭団体）
- 金沢文化振興財団（同上）

## 主な出来事
- 2024年（令和6年）1月1日 - 能登半島地震が発生。第一本庁舎において天井の浮き、ひび割れ、落下等が発生。第二本庁舎にて外壁一部落下等が発生する被害。いずれも応急修理が行われた[4]。

## 市庁舎以外に入居する組織
主要施設のみ掲載する。
- 金沢市消防局
  - 金沢市泉本町七丁目9番地2
- 金沢市企業局（本庁舎）
  - 金沢市広岡三丁目3番30号
- 金沢市保健所
  - 金沢市西念三丁目4番25号
- 金沢市立病院
  - 金沢市平和町三丁目7番3号
- 金沢市中央卸売市場
  - 金沢市西念四丁目7番1号

### 市民センター
- 森本市民センター：金沢市南森本町ヌ33番地
- 金石市民センター：金沢市金石通町3番4号
- 犀川市民センター：金沢市末町6の9番地
- 安原市民センター：金沢市福増町北1067番地
- 額市民センター：金沢市額谷三丁目1番地1
- 押野市民センター：金沢市八日市二丁目464番地
- 浅川市民センター：金沢市田上の里二丁目3番地
- 泉野市民センター：金沢市泉野町六丁目15番5号（泉野福祉健康センター1階）
- 元町市民センター：金沢市元町一丁目12番12号（元町福祉健康センター1階）
- 新神田市民センター：金沢市新神田四丁目3番10号（金沢新神田合同庁舎）
- 駅西市民センター：金沢市西念三丁目4番25号（金沢市保健所1階）
- 湊市民センター：金沢市湊三丁目5番地9
- 近江町市民センター：金沢市青草町88番地（近江町いちば館4階）
- 本町市民センター：金沢市本町一丁目5番3号「リファーレ」2階

## 交通
- 北鉄バス「香林坊（四高記念館前）」
- 金沢ふらっとバス「市役所・21世紀美術館」（材木ルート）「市役所・柿木畠」（菊川ルート）

## 施設周辺
- 金沢21世紀美術館
- 石川県政記念しいのき迎賓館
- 金沢能楽美術館
- いしかわ四高記念公園
- 金沢ふるさと偉人館
- 金沢市庁舎前広場事件